# José Ovejero

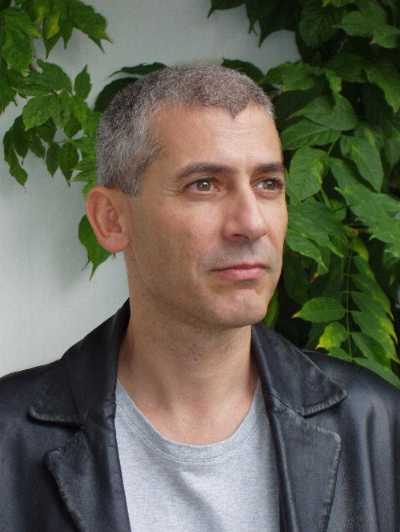
José Ovejero (2006)

José Ramón Ovejero Lafarga oder professionell kurz José Ovejero (geboren 12. April 1958 in Madrid) ist ein spanischer Schriftsteller (Roman, Lyrik, Essay, Drama) und Übersetzer.

## Leben
Ovejero studierte Geografie und Geschichte an der Universidad Complutense de Madrid und forschte über die altägyptische Religion. Er arbeitete nach seinem Studium mehrere Jahre in Bonn, danach ab 1998 in Brüssel als Konferenzdolmetscher für die Europäische Union. Er kehrte als Übersetzer nach Madrid zurück.
Overjero veröffentlichte 1993 einen Gedichtband über Henry Morton Stanley: Biografía del Explorador und gewann damit sogleich die Anerkennung des „Premio Ciudad de Irún“ (Preis der Stadt Irún). Overjero schrieb in verschiedenen Genres und bekam 2005 für den Roman Las vidas ajenas (=Die Leben anderer Leute) den Premio Primavera de Novela.
2013 erhielt Ovejero den Premio Alfaguara de Novela für La invención del amor.
Er übersetzte außerdem Dramentexte von Agota Kristof aus dem Französischen, die Erzählung Auroras Anlass (=>Los motivos de Aurora) von Erich Hackl aus dem Österreichischen und den Essay Fanáticos insulsos von Pankaj Mishra aus dem Englischen in die spanische Sprache. Im Jahre 2018 tourte er mit einer Ein-Mann-Bühnenfassung aus drei eigenen Erzählungen unter dem Titel ¡Qué raros son los hombres! (=Männer sind so eigenartig!) durch Spanien, Lateinamerika, New York City, London und diverse europäische Metropolen.
José Ovejero Lafarga lebt und arbeitet zumeist in Madrid.

## Werke (Auswahl)

### Romane
- 1997:   Añoranza del héroe (=Nostalgie um die Helden)
  - Erzähl mir noch einmal von Havanna : Roman, aus dem Spanischen von Lisa Grüneisen. Scherz, München 1999, ISBN 978-3-502-10550-3.
- 1999:   Huir de Palermo (=Flucht aus Palermo)
- 2003:   Un mal año para Miki (=Ein schlechtes Jahr für Miki)
- 2005:   Las vidas ajenas (=Die Leben anderer Leute) -- Premio Primavera 2005
- 2007:   Nunca pasa nada (=Nie geschieht etwas)
- 2009:   La comedia salvaje (=Die wilde Komödie)
- 2013:   La invención del amor (=Die Erfindung der Liebe) -- Premio Alfaguara 2013
- 2015:   Los ángeles feroces (Die grausamen Engel)
- 2017:   La seducción (=Die Verführung)
- 2019:   Insurrección (=Aufstand)
  - Aufstand : Roman; aus dem Spanischen von Patricia Hansel, Edition Nautilus, Hamburg 2022, ISBN 978-3-96054-296-4.
- 2021:   Humo, Galaxia Gutenberg, ISBN 978-84-18526-06-0

### Lyrikbände
- 1994:   Biografía del explorador (=Biographie des Forschers) -- Premio Ciudad de Irún
- 2002:   El estado de la nación (=Der Zustand der Nation)
- 2012:   Nueva guía al Museo del Prado (=Neuer Wegweiser zum Prado Museum)
- 2017:   Mujer lenta (=Langsame Frau) -- Premio Juan Gil-Albert 2017

### Reiseliteratur
- 1996:   Bruselas (=Brüssel)
- 1998:   China para hipocondríacos (=China für Hypochonder) -- Premio Grandes Viajeros[6]

### Theaterstücke
- 2008:   Los políticos (=Die Politiker)
- 2008:   La plaga (=Die Seuche)
- 2017:   ¡Qué raros son los hombres! (=Männer sind so eigenartig!)

### Kurzgeschichtenbände
- 1996:   Cuentos para salvarnos todos (=Geschichten, die uns alle retten)
- 2000:   ¡Qué raros son los hombres! (=Männer sind so eigenartig!)
- 2004:   Mujeres que viajan solas (=Alleinreisende Frauen)
- 2008:   El príncipe es un sapo. Y viceversa (=Der Prinz ist ein Frosch. Und umgekehrt.)
- 2018:   Mundo extraño (=Befremdende Welt) -- Premio Setenil 2018

### Essays
- 2011:   Escritores delincuentes (=Kriminelle Schriftsteller)
- 2012:   La ética de la crueldad (=Die Ethik der Grausamkeit) -- Essaypreis Premio Anagrama de Ensayo